# Dolomedes tridentatus
Dolomedes tridentatus là một loài nhện trong họ Pisauridae.
Loài này thuộc chi Dolomedes. Dolomedes tridentatus được Henry Roughton Hogg miêu tả năm 1911.